# Москва не вярва на сълзи
„Москва не вярва на сълзи“ е съветски художествен филм от 1979 г. На първо място по посещаемост в СССР през 1980 г. (около 90 млн. зрители). През 1981 г. е удостоен с Оскар за най-добър чуждестранен филм.

## Сюжет
Москва през петдесетте години. В общежитие живеят три приятелки. Съдбата им се развива според характера на всяко момиче. Антонина се омъжва, има деца и обича мъжа си. За Людмила Москва е лотария, в която тя е длъжна да спечели своето особено щастие. Катерина е единствена дъщеря на родителите си, завършва институт, работи и става директор на голямо предприятие. Но идва любовта към такъв силен човек, каквато е тя самата. И се оказва, че да спасиш любовта от собствените си грешки е трудно и почти невъзможно.

## История на създаването
Владимир Меншов отначало иска да се откаже от мелодраматичния сценарий, но все пак е привлечен от него. В началото на втората част има интересен похват – героинята навива будилника, ляга да спи, и се събужда след няколко години. Както по-късно признава и самият Меншов, възможно е във филма да има и някаква автобиографична нотка за него и съпругата му Вера Алентова. Те, също като героите във филма, обитават общежитие в Москва като множество току-що пристигнали провинциалисти и лимитници (хора с временно жителство).
Отначало създателите получават доста хладни отзиви за филма като „упадъчна по дух и доста бедна мелодрама, експлоатираща низките чувства на зрителите“. Наградата Оскар и огромният касов успех са напълно неочаквани за кинематографското ръководство и критиците.
Владимир Меншов и създателите на филма не отиват на церемонията по връчването на наградите. По версията на самия Меншов, в същото време той е бил „без право на пътуване“ и не би могъл да отиде в Холивуд. За това, че е получил наградата на филмовата академия на САЩ, Меншов узнава от програма „Время“ по съветската телевизия. Вместо него в тържествената церемония участва и получава златната статуетка аташето по въпросите на културата на посолството на СССР в САЩ. Дълго време статуетката се съхранява в дирекция „Държавно кино“ на СССР. Едва през 1989 г., когато Владимир Меншов получава наградата „Ника“, едновременно с това най-накрая получава и своя „Оскар“.
Филмът „Москва не вярва на сълзи“ е гледан от около 90 млн. зрители. По посещаемост заема второ място сред всички съветски филми (след продукцията „Пирати на XX век“).

## В ролите
- Вера Алентова – Екатерина Александровна Тихомирова
- Лия Ахеджакова – Директор на клуба
- Мария Барабанова
- Алексей Баталов – Георгий Иванович
- Владимир Басов – Антон Круглов (заместник-началник)
- Александър Бородянски – другарят Гоша
- Наталия Вавилова – Александра Александровна Тихомирова
- Юрий Василиев – Рудолф (Родион) Рачков
- Андрей Вознесенски – Андрей Вознесенски
- Елена Волская
- Владимир Гусев – генералът – клиент в химическото чистене
- Михаил Зимин – професор Тихомиров
- Татяна Конюхова – Татяна Конюхова
- Муза Крепкогорская – генералша
- Виктор Лазарев – старецът в асансьора
- Владимир Меншов – епизодична роля (на пикника)
- Ирина Муравьова – Людмила Свиридова
- Владлен Паулус – Михалич
- Раиса Рязанова – Антонина Буянова
- Инокентий Смоктуновски – Инокентий Смоктуновски
- Борис Сморчков – Николай
- Олег Табаков – Володя
- Виктор Уралски – бащата на Николай
- Валентина Ушакова – майката на Николай
- Александър Фатюшин – Сергей Гурин
- Зоя Фьодорова – леля Паша
- Евгения Ханаева – майката на Рачков
- Леонид Харитонов – Леонид Харитонов
- Георгий Юматов – Георгий Юматов
- Генадий Ялович – докторът на науките (на пикника)
- Татяна Жукова-Киртбая – Полина (работничката в химическото чистене)
- Вениамин Рудаков – Вениамин Рудаков
- Павел Нечаев – Павел Нечаев

## Снимачна група
- Сценарист: Валентин Черних
- Режисьор: Владимир Меншов
- Оператор: Игор Слабневич
- Художник: Саид Менялшчиков
- Композитор: Сергей Никитин
- Текст на песните:
  - Дмитрий Сухарев
  - Юрий Визбор
  - Юрий Левитански
- Диригент: Емин Хачатурян

## Награди
- Номинация за „Златна мечка“ на Берлинския кинофестивал – 1980 г.
- Вера Алентова е призната за най-добрата актриса на СССР по резултати от въпрос на списанието „Съветски екран“ – 1980 г.
- С Държавна премия на СССР са удостоени Владимир Меншов, художника на филма – Саид Менялшчиков, актьорите Алексей Баталов, Вера Алентова, Ирина Муравьова и Раиса Рязанова – 1981 г.
- Оскар за най-добър чуждоезичен филм на филмовата академия на САЩ – 1981 г.